# Чорштин
Чорштин (пол. Czorsztyn) — село в Польщі, у гміні Чорштин Новотарзького повіту Малопольського воєводства.
Населення — 384 особи (2011).
У 1975-1998 роках село належало до Новосондецького воєводства.

## Демографія
Демографічна структура станом на 31 березня 2011 року:
|          | Загалом | Допрацездатний вік | Працездатний вік | Постпрацездатний вік |
| -------- | ------- | ------------------ | ---------------- | -------------------- |
| Чоловіки | 206     | 53                 | 132              | 21                   |
| Жінки    | 178     | 31                 | 102              | 45                   |
| Разом    | 384     | 84                 | 234              | 66                   |